# Università di Białystok
L'Università di Białystok (in polacco Uniwersytet w Białymstoku, UwB) è stata inaugurata il 19 giugno 1997 in seguito alla trasformazione in ente indipendente dell'allora sede distaccata dell'Università di Varsavia, 29 anni dopo la sua istituzione.

## Storia
Il 29 luglio 1968 è stata aperta a Białystok una filiale dell'Università di Varsavia per la formazione degli insegnanti. Il 19 giugno 1997 è stata istituita come ente indipendente, diventando la tredicesima università pubblica della Polonia.
Le facoltà dell'Università di Białystok sono le seguenti: Biologia, Chimica, Economia e Finanza, Filologia, Filosofia, Fisica, Storia, Informatica, Matematica, Scienze dell'Educazione, Giurisprudenza, Sociologia, Relazioni Internazionali, Studi Culturali, Management. È inoltre presente una facoltà di Economia e Informatica distaccata con sede a Vilnius, in Lituania.

## Rettori

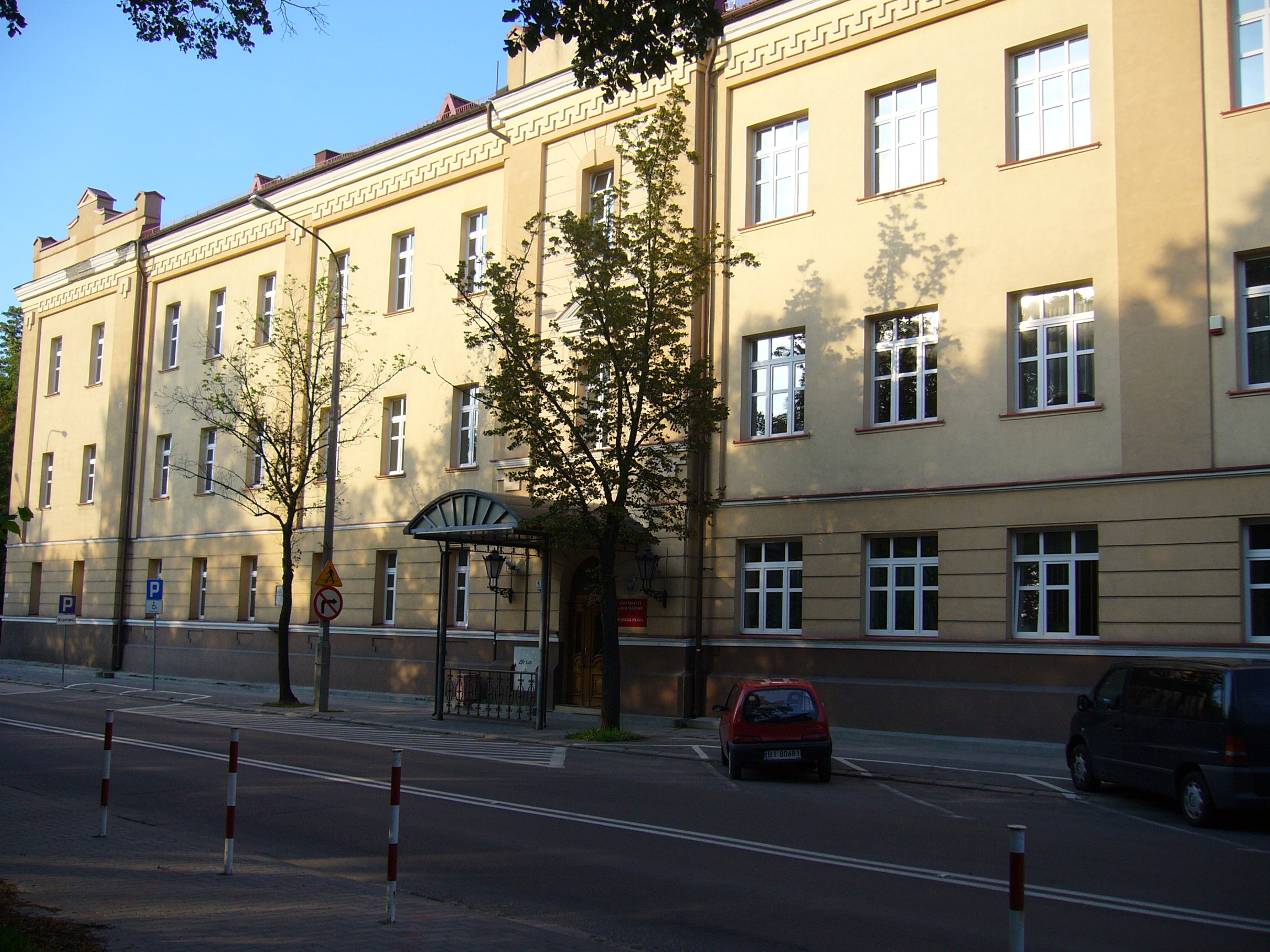
Facoltà di Giurisprudenza (ulica Mickiewicza 1)

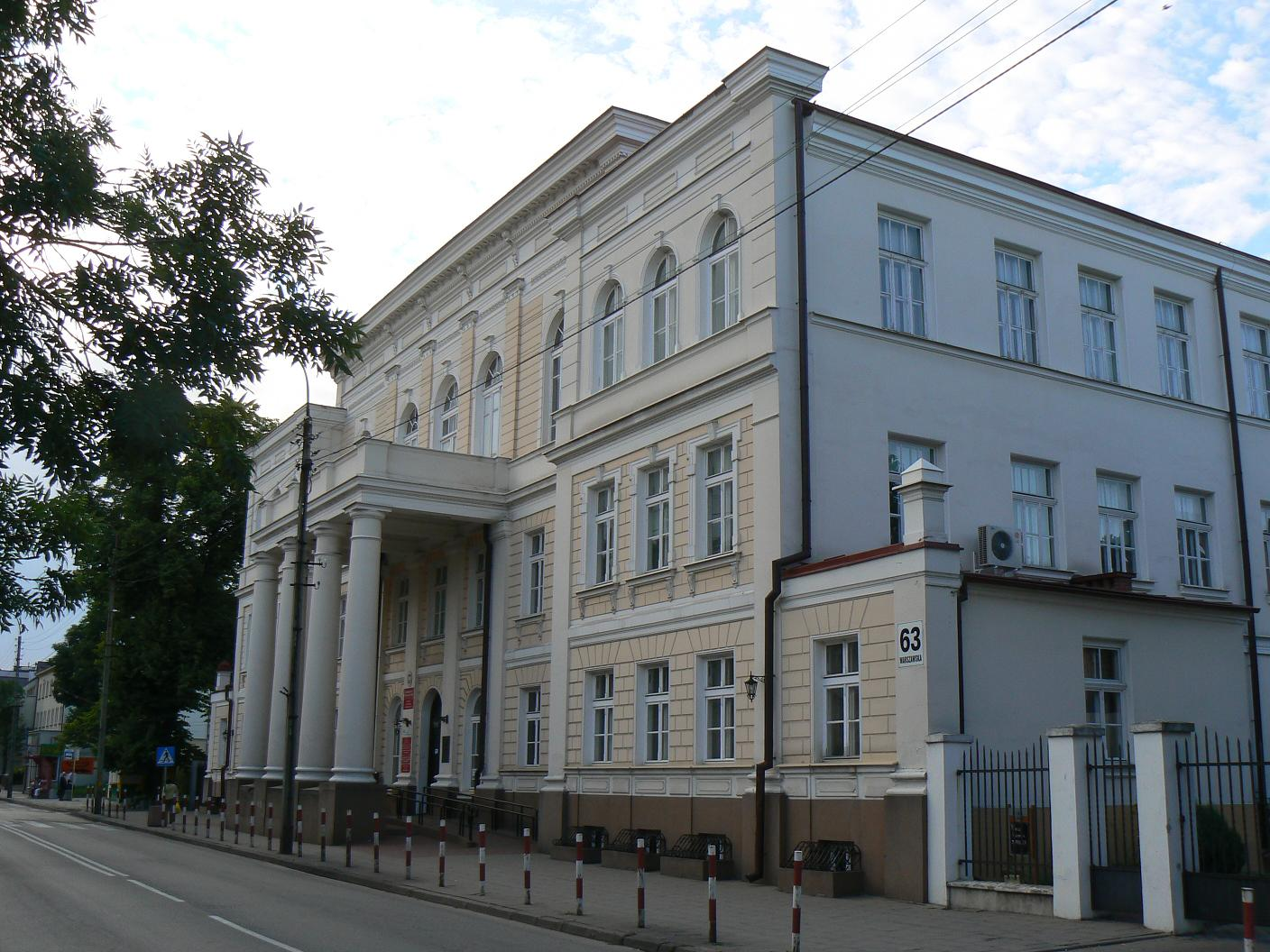
Facoltà di Economia (ulica Warszawska 63)

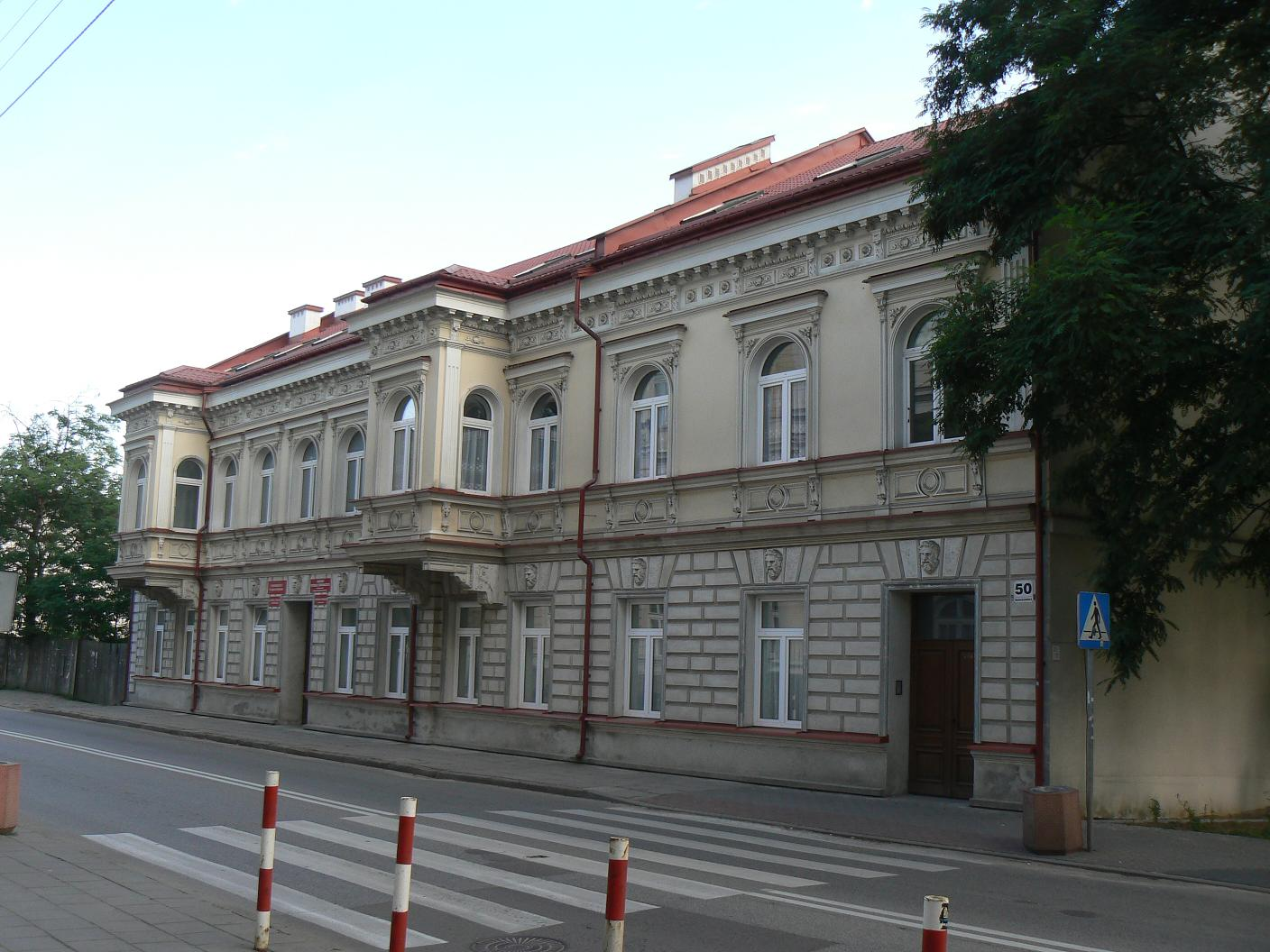
Facoltà di Teologia (ulica Warszawska 50)

- Adam Jamróz (1997-2002)
- Marek Gębczyński (2002-2005)
- Jerzy Nikitorowicz (2005-2012)
- Leonard Etel (2012-2016)
- Robert Ciborowski (2016-2024)
- Mariusz Popławski (dal 2024)